# 터질거야
《터질거야》(SpraeNgfarlig Bombe, Clash Of Egos)는 덴마크에서 제작된 토마스 빌룸 옌센 감독의 2006년 코미디 영화이다. 율리히 톰센 등이 주연으로 출연하였고 르네 에즈라 등이 제작에 참여하였다.
부산국제영화제에서는 자아의 불일치라는 제목으로 소개되었다.

## 출연

### 주연
- 율리히 톰센
- 니콜라이 리 코스

### 조연
- 라인 크루스